# Liu Qibao

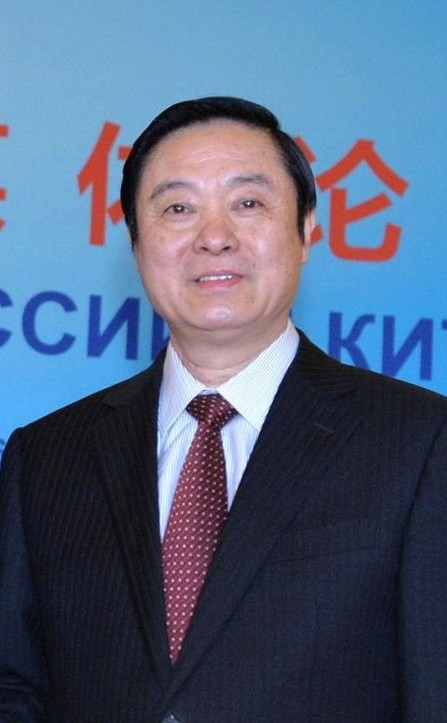
Liu Qibao, 2016

Liu Qibao (chinesisch 刘奇葆; * Januar 1953 in Susong, Provinz Anhui) ist ein chinesischer Politiker der Kommunistischen Partei Chinas (KPCh), der unter anderem Mitglied des Politbüros des ZK der KPCh war. Daneben fungierte er als Leiter der ZK-Abteilung für Propaganda und Direktor der ZK-Lenkungsgruppe für die Reform und Entwicklung des Kultursystems.

## Leben
Liu Qibao trat 1971 der KPCh bei und absolvierte zwischen 1972 und 1974 ein Geschichtsstudium an der Anhui-Universität und war danach zwischen 1974 und 1977 Mitarbeiter im Personalbüro für theoretische Forschung des Abteilung für Öffentlichkeitsarbeit im KP-Komitee der Provinz Anhui. Während dieser Zeit schloss er 1975 ein Graduiertenstudium für das Nationale Wirtschaftsprogramm und Management an der Jilin-Universität ab und war danach von 1977 bis 1982 Sekretär des Kommunistischen Jugendverband Chinas (KJVC) beim KP-Parteisekretär der Provinz Anhui, Wan Li. Daneben war er zwischen 1980 und 1982 zunächst stellvertretender Leiter sowie anschließend von 1982 bis 1983 Leiter der Abteilung Öffentlichkeitsarbeit der KJVC der Provinz Anhui. Zugleich war er von 1982 bis 1983 stellvertretender Sekretär der KJVC-Provinzleitung sowie im Anschluss von 1983 bis 1985 Sekretär der KJVC-Provinzleitung in der Provinz Anhui.
Daneben fungierte Liu Qibao zwischen 1984 und 1985 als stellvertretender Sekretär der KP-Stadtleitung von Suzhou und war 1984 für einige Zeit auch Bürgermeister dieser Stadt. 1985 wechselte er in das Zentralkomitee der KJVC und war dort bis 1993 Mitglied des Sekretariats des ZK und damit einer der engsten Mitarbeiter des damaligen Ersten Sekretär der KJVC, Song Defu. Nachdem er zwischenzeitlich ein Studium an der Wirtschaftswissenschaftlich Fakultät der Jilin-Universität abgeschlossen hatte, arbeitete er zwischen 1993 und 1994 als stellvertretender Chefredakteur der Tageszeitung Renmin Ribao. Im Anschluss war er von 1994 bis 2000 stellvertretender Generalsekretär des Staatsrates der Volksrepublik China, ehe er zwischen 2000 und 2007 Direktor der Parteischule des Autonomen Gebietes Guangxi sowie in Personalunion von 2000 bis 2006 stellvertretender Sekretär der KP-Leitung von Guangxi. Auf dem XVI. Parteitag 2002 wurde er Kandidat des ZK und gehörte zugleich von 2003 bis 2008 dem Nationalen Volkskongress als Abgeordneter an.
2006 wurde Liu Qibao als Nachfolger von Cao Bochun Sekretär der KP-Leitung der Autonomen Region Guangxi und behielt diese Funktion bis zu seiner Ablösung durch Guo Shengkun 2007. 2007 war er zudem Vorsitzender des Ständigen Ausschusses des Volkskongresses des Autonomen Gebietes Guangxi. Er selbst löste daraufhin 2007 Du Qinglin als Sekretär der KP-Leitung der Provinz Sichuan ab und verblieb in dieser Funktion bis 2012, woraufhin Wang Dongming sein dortiger Nachfolger wurde. Während dieser Zeit war er zudem von 2007 bis 2012 Mitglied des KP-Komitees und zwischen 2007 und 2008 auch Mitglied des Ständigen Ausschusses des KP-Komitees der Provinz Sichuan sowie ferner von 2008 bis 2012 Vorsitzender des Ständigen Ausschusses des Volkskongresses der Provinz Sichuan. Auf dem XVII. Parteitag 2007 wurde er erstmals zum Mitglied des ZK der KPCh gewählt.
Auf dem XVIII. Parteitag wurde Liu Qibao schließlich zum Mitglied des Politbüro der Kommunistischen Partei Chinas gewählt. Zugleich wurde er Mitglied des Sekretariats des ZK sowie als Nachfolger von Liu Yunshan Leiter der ZK-Abteilung für Propaganda und darüber hinaus als ZK-Mitglied bestätigt. Ab 2014 war er ferner Direktor der ZK-Lenkungsgruppe für die Reform und Entwicklung des Kultursystems.